# Conserje

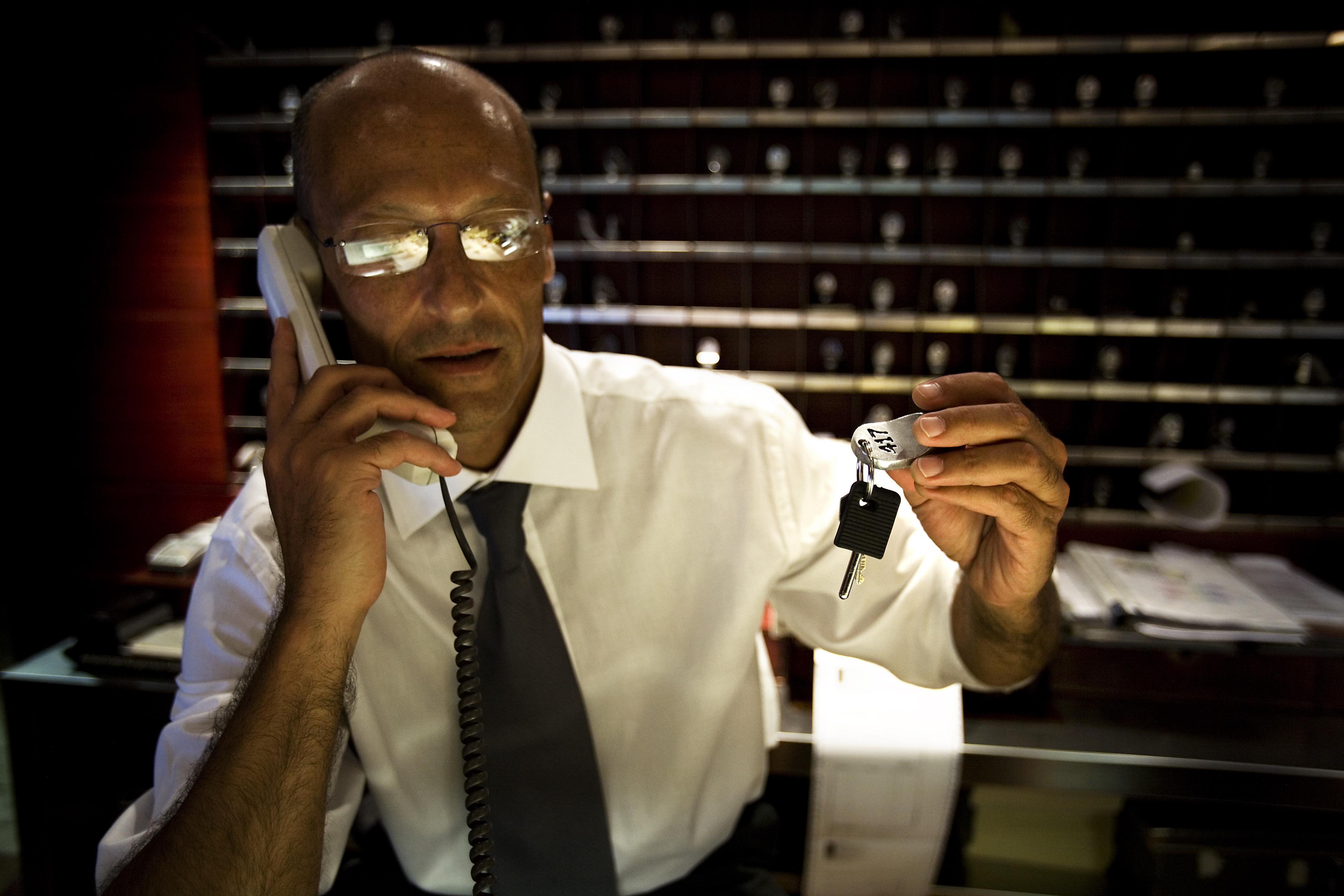
El conserje de un hotel.

Un conserje es la persona que, en un hotel, edificio de viviendas, comunidad de propietarios u otros similares presta determinados servicios a la entrada de los mismos.
La palabra conserje proviene del francés concierge, que a su vez procede del latín vulgar 'conservius', formado de la preposición 'cum' (con) y de 'servus' (esclavo).
Originalmente, el término conserje se utilizaba en España para referirse a los trabajadores que cuidaban y vigilaban edificios públicos y más tarde para referirse a los encargados de recibir y registrar a los clientes en un hotel. Por último, se fue extendiendo al personal que se ocupa del cuidado y custodia de urbanizaciones, edificios de viviendas e instituciones de enseñanza.

## Funciones
Es un oficio que consiste principalmente en controlar el acceso a un determinado sitio, atendiendo a las personas que acceden, y velar por un correcto funcionamiento del mismo. También engloba otras diversas tareas auxiliares y de apoyo encomendadas por la gerencia. Dependiendo del inmueble donde desarrolla su labor, un conserje puede prestar las siguientes funciones:

### Conserje de hotel y otros establecimientos
Es el encargado de recibir y atender a los clientes y visitantes. Registra a los clientes (check-in), tramita cobros y facturas, gestiona las llaves de las habitaciones, atiende a proveedores y repartidores. Presta servicios de cortesía al inquilino como llamar a taxis, avisar de la llegada de estos, así como de la llegada de visitantes y paquetes. También despierta al cliente a una hora determinada mediante llamada telefónica a su habitación. Como cortesía ayuda a clientes mayores o con discapacidad. En hostales y hoteles de categoría inferior a 3 estrellas también suele encargarse de labores básicas de mantenimiento y limpieza. Los hoteles grandes o de categoría superior no suelen tener conserjes, ya que poseen varios departamentos con trabajadores especializados cada uno en un área (recepción, limpieza, mantenimiento). En la recepción hay una persona exclusivamente para esa área, el/la recepcionista.

### Conserje de edificio de viviendas y comunidad de propietarios
Se encarga de controlar y cuidar el inmueble, así como a las personas que acceden al mismo. Recibe a repartidores, carteros y demás gremios, custodia las llaves y supervisa la propiedad en general. Habitualmente recoge la basura y se encarga de pequeñas tareas de mantenimiento y reparaciones eléctricas o mecánicas.[cita requerida] En algunas ocasiones también desempeña labores de limpieza básica.
En España en los últimos años, con la construcción de nuevos barrios según el Programa de Actuación Urbanística (PAU), ha aumentado el número de estos profesionales puesto que cada vez hay más urbanizaciones que requieren de un conserje.
Dentro de esta categoría, se suele utilizar también el término portero para referirse al conserje. A nivel práctico-laboral no hay diferencia entre estos dos trabajadores puesto que desarrollan los mismos trabajos y funciones. En cambio, a nivel jurídico-laboral el conserje se diferencia del portero en que no tiene casa-habitación, por cuenta de la propiedad en su lugar de trabajo, y cobra el 100% de su salario en metálico, no en especie.

### Conserje de institución de enseñanza
Es una persona que se dedica a recibir, atender y guiar a los estudiantes, profesores, visitantes y proveedores de un colegio, instituto de secundaria, universidad, etc. Asimismo, vigila la puerta de acceso a la institución de enseñanza para que los estudiantes menores de edad no salgan del centro sin autorización o para impedir la entrada a personas ajenas. También se dedica a atender llamadas telefónicas, hacer sonar la campana (timbre) para indicar los descansos y realizar pequeñas tareas administrativas encargadas por el director o algún profesor.
Cada categoría tiene unas tareas y responsabilidades diferentes, por tanto, cada profesional, cobra distinto salario y se rige por diferentes convenios colectivos, en función del ámbito en donde desempeña cada uno su trabajo.
- Wikcionario  tiene definiciones y otra información sobre conserje.